# Hold the Girl
Hold the Girl é o segundo álbum de estúdio da cantora e compositora nipo-britânica Rina Sawayama, lançado em 16 de setembro de 2022, através da Dirty Hit. O álbum foi precedido pelos singles “This Hell”, “Catch Me in the Air”, “Hold the Girl”, “Phantom” e “Hurricanes”. “Frankenstein” também foi lançado como último single do álbum. O álbum, gravado entre 2021 e 2022, conta com produção de colaboradores como Paul Epworth, Clarence Clarity, Stuart Price e Marcus Andersson. Clarity produziu notavelmente grande parte do álbum de estreia de Sawayama, Sawayama (2020).
Hold the Girl recebeu elogios da crítica após seu lançamento e alcançou o terceiro lugar na parada de álbuns oficiais do Reino Unido, tornando-se o álbum de maior sucesso de um artista solo japonês na história das paradas. Também se tornou o primeiro álbum de Sawayama nas paradas da Billboard 200 dos EUA e o álbum de maior sucesso na Austrália, Bélgica, Irlanda, Japão, Holanda, Escócia e Espanha. O álbum foi apoiado pela turnê mundial Hold the Girl Tour (2022-23) e Hold the Girl: Reloaded Tour (2023). Sawayama também promoveu o álbum através de apresentações no The Graham Norton Show, Strictly Come Dancing e Late Night with Seth Meyers.
Em uma entrevista de setembro de 2023 à BBC News, Sawayama revelou que foi preparada sexualmente por uma professora quando tinha 17 anos. Isso influenciou fortemente o significado lírico por trás de Hold the Girl, particularmente na faixa “Your Age”. Sawayama recebeu terapia sexual e de relacionamento para o trauma.

## Composição
Sawayama nomeou Kelly Clarkson, The Corrs, Paramore e Sugababes como artistas que influenciaram Hold the Girl, assim como o álbum Folklore de Taylor Swift em 2020. Thania Garcia, da Variety, descreveu Hold the Girl como "uma evolução no estilo [de Sawayama] que fundirá influências de todo o espectro pop".
Musicalmente, Hold the Girl é produzido, executado e gravado em uma ampla variedade de gêneros. Principalmente um álbum pop, pop rock e dance-pop, ele também contém elementos de rock alternativo dos anos 90, soft rock, europop, trance, industrial, pop punk, stadium rock, disco, hyperpop, house, techno, folk e música psicodélica.

### Músicas
O primeiro single do álbum, “This Hell”, uma música country pop com “riffs de glam rock”, foi chamado de “emocionante hino de empoderamento” por Jade Gomez da Paste, que sugeriu sua primeira letra, “Let’s go girls”, semelhante com a introdução de “Man! I Feel Like a Woman!”, canção de 1999 de Shania Twain. A autora afirmou que a música apresenta a abordagem de Sawayama sobre a música country. Sawayama refletiu que o gênero "representa conforto, narrativa brilhante e expressão autêntica da realidade do escritor”; ela chamou a música de “eufórica e irônica”. Ela trabalhou com Paul Epworth em “This Hell”, uma colaboração que ela “sonhou[ava]” em fazer, e eles terminaram a faixa em um dia. De acordo com Sawayama, a faixa foi escrita como uma resposta aos “direitos humanos que estão sendo tirados das minorias rapidamente em nome de crenças religiosas tradicionais”, particularmente os direitos da comunidade LGBT; Sawayama afirmou: “Quando o mundo nos diz que não merecemos amor e proteção, não temos escolha a não ser dar amor e proteção uns aos outros. Este inferno é melhor com você”. A música faz referência a ícones gays, como Britney Spears, Whitney Houston e Diana, princesa de Gales, e critica a “crueldade” dos paparazzi em relação a elas.
Escrevendo para a Rolling Stone UK, Hannah Ewens afirmou que a faixa-título do álbum apresenta Sawayama cantando com vocais de R&B dos anos 2000 e “abre como um gesto sagrado para 'Like a Prayer' de Madonna e se torna uma pista de dança emocional”. Rob Sheffield da edição americana da mesma publicação comparou a faixa a Lady Gaga. A autora descreveu “Catch Me in the Air” como uma celebração do relacionamento de Sawayama com sua mãe, escrita como uma “canção de Corrs como se fosse lançada para Gwen Stefani”. A própria cantora afirmou que “queria escrever sobre essa estranha relação com pais solteiros. Vocês se pegam no ar”. A sétima faixa, “Your Age”, é uma “mistura de efeitos sonoros bhangra e electro-warp”. A nona faixa, “Frankenstein” é uma “faixa indie tensa e irritada com a cantora implorando a alguém para tratá-la, para 'me recompor, me fazer melhor'”, e apresentando um “canto digital 'ei, ei, ei' no meio do caminho entre o AC/DC e o Village People”.

## Capa e título
A capa e título do álbum foram reveladas por Sawayama em suas redes sociais em 18 de maio de 2022, com o link de pré-encomenda e o lançamento do lead single “This Hell”.

## Promoção
Antes de um anúncio oficial, o segundo disco de Sawayama foi listado entre os álbuns mais esperados de 2022 pela Stereogum e DIY. Em maio de 2022, Sawayama começou a anunciar um próximo lançamento por meio de conteúdo de mídia social e panfletos com fundo “vermelho-sangue” e o texto “Rina vai para o inferno” em letras maiúsculas. No mesmo mês, ela lançou o primeiro single, “This Hell” e anunciou Hold the Girl, uma data de lançamento de 2 de setembro e uma turnê de acompanhamento começando em 12 de outubro. Após o anúncio, a Vulture nomeou o álbum como um dos “36 álbuns que não podemos esperar para ouvir este verão”.
Sawayama cantou “This Hell” no The Tonight Show Starring Jimmy Fallon em 19 de maio e durante o BBC Radio 1's Big Weekend em 29 de maio. Um videoclipe para a música, dirigido por Ali Kurr, estreou em 15 de junho. Um segundo single, “Catch Me in the Air”, foi lançado em 27 de junho. A faixa-título do álbum foi lançada como terceiro single em 27 de julho; no mesmo dia, ela anunciou que o álbum foi adiado para 16 de setembro devido a “problemas de produção” e que um quarto single seria disponibilizado antes da data. Kurr também dirigiu o videoclipe de “Hold the Girl”, que foi lançado em 3 de agosto. O quarto single, “Phantom”, foi lançado em 25 de agosto. O quinto single, “Hurricanes”, foi lançado em 12 de setembro, quatro dias antes do lançamento do álbum. “Frankenstein” foi lançado como sexto single em 27 de outubro.
Para continuar a promover o álbum, Sawayama embarcou em uma turnê mundial. A segunda turnê do álbum, Hold the Girl Reloaded Tour, foi anunciada em março de 2023 e aconteceu na América do Norte entre junho e outubro de 2023. A turnê é baseada na turnê Hold the Girl original, mas recebeu figurinos e cenários renovados. Em 8 de dezembro, Sawayama lançou uma nova reedição do álbum, que inclui “Flavour of the Month” e uma nova versão de “Imagining” com a participação da cantora ganense-americana Amaarae.

## Recepção critica
| Críticas profissionais | Críticas profissionais |
| Pontuações agregadas   | Pontuações agregadas   |
| Fonte                  | Avaliação              |
| ---------------------- | ---------------------- |
| AnyDecentMusic?        | 8.1/10                 |
| Metacritic             | 84/100                 |
| AOTY                   | 81/100                 |
| Avaliações da crítica  |                        |
| Fonte                  | Avaliação              |
| AllMusic               | [ 15 ]                 |
| Clash                  | 9/10                   |
| DIY                    | [ 60 ]                 |
| Exclaim!               | 7/10                   |
| Financial Times        | [ 62 ]                 |
| NME                    | [ 63 ]                 |
| Pitchfork              | 6.5/10                 |
| Rolling Stone UK       | [ 65 ]                 |
| The Independent        | [ 66 ]                 |

Hold the Girl foi aclamado pela crítica após seu lançamento. No Metacritic, que atribui uma classificação normalizada de 100 com base nas críticas dos principais críticos, o álbum recebeu uma pontuação de 84 em 100, com base nas críticas de 20 críticos, indicando "aclamação universal". O álbum foi avaliado com 8,1 de 10 no agregador AnyDecentMusic?.
Revendo o álbum para o AllMusic, Neil Z. Yeung o chamou de "um daqueles álbuns em que cada uma das canções muito diferentes pode ser um sucesso e, não importa quantas vezes tenha sido tocado, um momento de pausa é necessário para absorver totalmente o quão realmente é bom", e afirmou que é "o som de um artista assumindo seu lugar de direito no trono pop". Escrevendo para a Pitchfork, Cat Zhang chamou o álbum de "decididamente mais sério e pesado" do que seu antecessor e comparou-o a "uma tentativa de fundir o espetáculo intenso de Born This Way com a emocionalidade de sobrevivência ao trauma de Chromatica". Zhang também opinou que a miríade de "mash-ups de gênero e mudanças importantes" significa que "quase todas as músicas se esforçam para ser a 'Bohemian Rhapsody' de Sawayama", mas os "pivots constantes do álbum tornam difícil rastrear seu conceito central: revisitar e ter empatia com um eu mais jovem".
Hannah Mylrea, da NME, chamou o álbum de "o melhor álbum pop britânico do ano", elogiando as "melodias e ganchos de precisão a laser" de Sawayama, "lirismo distinto" e "nível impressionante de intimidade", apesar da lista de faixas "alta octanagem".

## Alinhamento de faixas
| Hold the Girl – Edição padrão |                            |                                                           |                                                  |         |  |
| N.º                           | Título                     | Compositor(es)                                            | Produtor(es)                                     | Duração |  |
| 1.                            | "Minor Feelings"           | Rina Sawayama Lauren Aquilina Vic Jamieson                | Sawayama Clarity                                 | 2:00    |  |
| 2.                            | "Hold the Girl"            | Sawayama Jonny Lattimer Barney Lister                     | Sawayama Clarity                                 | 4:05    |  |
| 3.                            | "This Hell"                | Sawayama Aquilina Paul Epworth Vic Jamieson               | Sawayama Clarity Epworth Cameron Gower Poole [a] | 3:56    |  |
| 4.                            | "Catch Me in the Air"      | Sawayama Grace Barker Oscar Scheller Clarity Stuart Price | Sawayama Clarity Price                           | 3:35    |  |
| 5.                            | "Forgiveness"              | Sawayama Lattimer Clarity Rich Cooper                     | Sawayama Clarity                                 | 4:20    |  |
| 6.                            | "Holy (Til You Let Me Go)" | Sawayama Nate Campany Chris Lyon Price                    | Sawayama Campany Lyon Price                      | 3:19    |  |
| 7.                            | "Your Age"                 | Sawayama Aquilina Marcus Andersson                        | Sawayama Aquilina Andersson                      | 2:54    |  |
| 8.                            | "Imagining"                | Sawayama Aquilina Clarity Jamieson                        | Sawayama Clarity Price                           | 3:32    |  |
| 9.                            | "Frankenstein"             | Sawayama Aquilina Epworth                                 | Sawayama Epworth                                 | 3:12    |  |
| 10.                           | "Hurricane"                | Sawayama Clarity                                          | Sawayama Clarity Price                           | 3:32    |  |
| 11.                           | "Send My Love to John"     | Sawayama Aquilina Andersson                               | Sawayama Aquilina Andersson                      | 3:25    |  |
| 12.                           | "Phantom"                  | Sawayama Aquilina Clarity Jamieson                        | Sawayama Clarity Price                           | 4:25    |  |
| 13.                           | "To Be Alive"              | Sawayama Aquilina Andersson                               | Sawayama Aquilina Andersson                      | 3:54    |  |
| Duração total:                | Duração total:             | Duração total:                                            | Duração total:                                   | 46:00   |  |

| Hold The Girl – Faixa bônus da edição japonesa |                        |                          |                  |         |  |
| N.º                                            | Título                 | Compositor(es)           | Produtor(es)     | Duração |  |
| 14.                                            | "Flavour of the Month" | Sawayama Lattimer Cooper | Sawayama Clarity | 2:34    |  |
| Duração total:                                 | Duração total:         | Duração total:           | Duração total:   | 48:34   |  |

| Hold The Girl – Faixa bônus da edição Bonus Deluxe (relançamento digital) |                                    |                                  |                        |         |  |
| N.º                                                                       | Título                             | Compositor(es)                   | Produtor(es)           | Duração |  |
| 14.                                                                       | "Imagining" (com part. de Amaarae) | Sawayama Aquilina Jamieson Crisp | Sawayama Clarity Price | 3:32    |  |
| 15.                                                                       | "Flavour of the Month"             | Sawayama Lattimer Cooper         | Sawayama Clarity       | 2:34    |  |
| Duração total:                                                            | Duração total:                     | Duração total:                   | Duração total:         | 52:05   |  |

Notas
- ↑[a]  denota produtor vocal
- Todas as faixas vocais produzidas por Cameron Gower Poole.
- "Minor Feelings" contém uma amostra do filme britânico de 2019, Rocks.[71]

## Equipe e colaboradores
Músicos
- Rina Sawayama — artista principal, vocais, programação
- Clarence Clarity — sintetizador, guitarra, programação
- Paul Epworth — sintetizador, programação de bateria
- Vixen Jamieson — guitarra
- Matt Tong — bateria (faixa 9)

Técnico
- Rina Sawayama — produção executiva
- Clarence Clarity — produção
- Paul Epworth — produção
- Stuart Price — produção
- Riley MacIntyre — engenheiro de som
- Cameron Gower Poole — engenheiro de som, produção vocal
- Evie Clark-Yospa — engenheiro de som
- Jonathan Gilmore — engenheiro de som
- Joseph Rodgers — engenheiro de som
- Robin Schmidt — engenheiro de masterização
- Geoff Swan — engenheiro de mixagem

Arte
- Chester Lockhart — direção criativa, design, layout
- Samuel Burgess-Johnson — design, layout
- Thurstan Redding — fotografia

## Desempenho comercial
Hold the Girl estreou em terceiro lugar na parada de álbuns do Reino Unido; o álbum de maior sucesso de um artista solo nascido no Japão na história da parada, e o álbum de maior sucesso de Sawayama até agora, com vendas de 13.961 (das quais 7.148 eram cópias em vinil). Nos Estados Unidos, o álbum estreou no número 166 na Billboard 200 dos EUA, tornando-se sua primeira entrada na parada.

### Tabelas musicais
| País — Tabela musical (2022)            | Melhor posição |
| --------------------------------------- | -------------- |
| Austrália (ARIA)                        | 12             |
| Bélgica (Ultratop (Flandres)            | 76             |
| Escócia (OCC)                           | 1              |
| Espanha (PROMUSICAE)                    | 41             |
| Estados Unidos (Billboard 200)          | 166            |
| Estados Unidos (Heatseekers Albums )    | 2              |
| Estados Unidos (Top Alternative Albums) | 17             |
| Estados Unidos (Independent Albums)     | 23             |
| Irlanda (OCC)                           | 5              |
| Japão (Oricon)                          | 36             |
| Japão (Billboard Japan)                 | 29             |
| Países Baixos (Album Top 100)           | 73             |
| Reino Unido (UK Albums Chart)           | 3              |
| Reino Unido (Independent Albums)        | 2              |

## Histórico de lançamento
| Região | Data                   | Formato                                     | Versão                              | Gravadora | Ref.                 |
| ------ | ---------------------- | ------------------------------------------- | ----------------------------------- | --------- | -------------------- |
| Várias | 16 de setembro de 2022 | Cassete CD download digital streaming vinil | Padrão                              | Dirty Hit | [ 87 ] [ 67 ] [ 88 ] |
| Várias | 8 de dezembro de 2023  | download digital streaming                  | Bonus deluxe (relançamento digital) | Dirty Hit | [ 70 ] [ 89 ]        |